# Synophis plectovertebralis
Synophis plectovertebralis — вид змій родини полозових (Colubridae). Ендемік Колумбії.

## Поширення і екологія
Synophis plectovertebralis відомі з типової місцевості, розташованої на західних схилах Анд в муніципалітеті Дагуа в департаменті Вальє-дель-Каука, на висоті 1800 м над рівнем моря. Вони живуть у вологих гірських і хмарних тропічних лісах, трапляю.ться на пасовищах. 

## Збереження
МСОП класифікує цей вид як такий, що перебуває на межі зникнення. Synophis plectovertebralis загрожує знищення природного середовища.